# Áed Oirdnide
Áed mac Néill (siglo VIII-819) (ˈaið mak niːˈəl: ˈaið mak niːˈəl), generalmente llamado Áed Oirdnide, fue Rey de Ailech.
Miembro de la casa Cenél nEógain de los Uí Néill del norte, era hijo de Niall Frossach. Al igual que su padre, Áed fue considerado Rey Supremo de Irlanda. Fue Rey de Ailech de 788 en adelante y Rey Supremo desde 797.

## Rey de Ailech

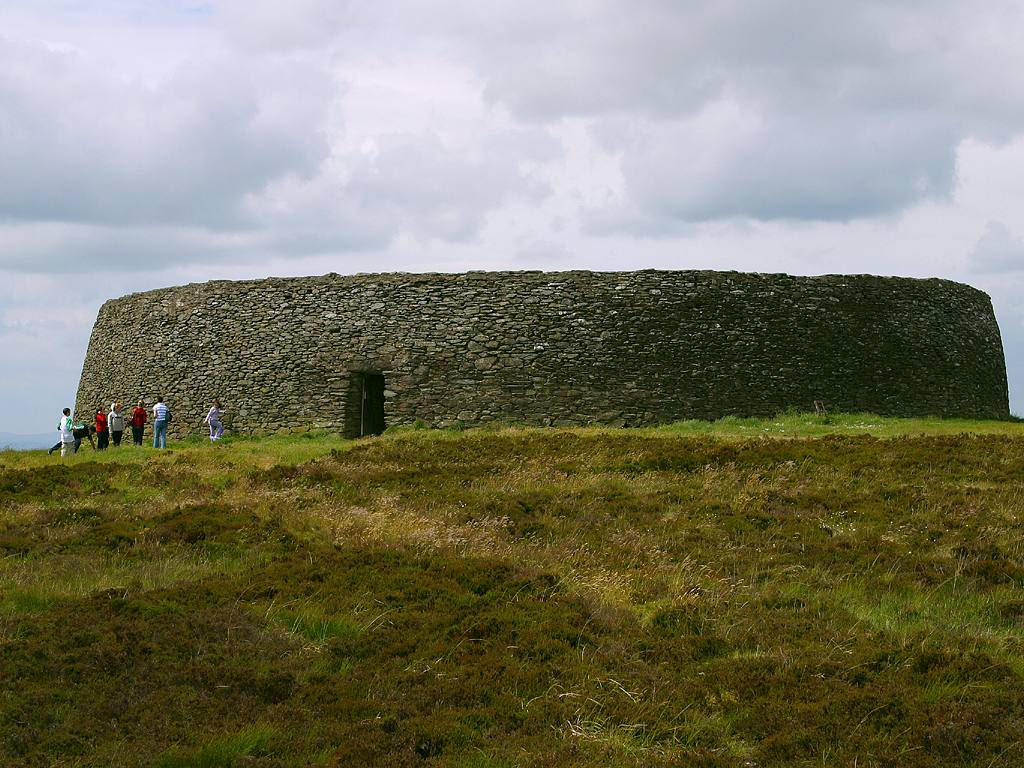
El Grianán de Ailech, un castillo de piedra reconstruido en 1878, poder quizás fecha de Áed tiempo.

El conflicto entre los Cenél nEógain y Cenél Conaill por la hegemonía en el norte parece haber favorecido a la casa menor de Cenél nEndai, rama también de los Uí Néill que se situaba alrededor de Raphoe. Las comunicaciones entre las ramas norte y sur de Cenél Conaill, respectivamente basados en la costa noroeste de Donegal y alrededor de la ciudad de Donegal, transitaban por estos territorios. Mientras los Cenél nEndai fueron clientes o aliados de Cenél Conaill, como lo habían sido antes de que Áed Allán derrotara a Flaithbertach mac Loingsig en los años 730, Cenél Conaill dieron numerosos reyes de Tara y del norte. A la muerte de Niall Frossach, si no antes, los Cenél nEndai estaban nuevamente bajo el control de los Cenél Conaill.
La región estaba todavía en disputa en 787 cuando Máel Dúin venció a Domnall y parece haber obtenido algún reconocimiento como rey del norte, y así se le menciona en su obituario al año siguiente. Áed sucedió a Máel Dúin como rey de Ailech, pero fue desafiado por Domnall, al que derrotó en la batalla de Clóitech (moderno Clady, Condado Tyrone) en 789. Este parece haber sido el último intento de Cenél Conaill por recuperar las tierras alrededor de Raphoe que habían sido capturadas por Cenél nEógain.
Los anales registran una batalla en 791 en Tailtiu, un importante lugar de reunión de los Uí Néill. La convocatoria de esta reunión era una de las prerrogativas del Rey Supremo. Si Áed trajo un ejército del sur de perturbar la reunión, o si el conflicto fue provocado por Donnchad, es desconocido. El resultado fue que Áed huyó de Tailtiu y fue perseguido quizás hasta Slane. Muchos de los aliados de Áed murieron, incluyendo los reyes de dos ramas de Uí Chremthainn, una dinastía de Airgíalla cuyas tierras se extendían alrededor de Clogher y Clones.
Es en esta ocasión que la Crónica de Irlanda llama a Áed Áed Ingor, Áed el Unfilial o Áed el Undutiful, los únicos epítetos usados en las fuentes tempranas. Se supone que se refiere a su conflicto con su suegro Donnchad Midi, a pesar de que el término mac ingor, un término de la ley de Brehon, normalmente se refiere al hijo que no apoya su padre biológico. Cualquiera que pueda haber sido el origen del nombre,  es claramente no halagüeño.
En 794 Áed es recordado como en campaña contra los Mugdorna Maigen mientras Donnchad estaba implicado en guerra con Munster. Las tierras de Mugdorna Maigen se ubicaban en el curso superior del río Fane, con la principal iglesia en Donaghmoyne, Condado Monaghan. A pesar de que se les consideró una de las nueve tribus de Airgíalla, los Mugdorna era clientes de los Síl nÁedo Sláine rama de los Uí Néill del sur más que de los Cenél nEógain, como la mayoría de los Airgíalla.

## Rey de Tara
Aunque la autoridad de Donnchad decayó en la última década de su vida, siguió siendo la figura dominante hasta su muerte el 6 de febrero de 797. Tras la muerte de Donnchad, Áed trató de asegurar su reconocimiento como rey de Tara. Derrotó a dos de los hermanos de Donnchad, Diarmait y Fínsnechta, junto a Fínsnechta, hijo de Fallomon mac Con Congalt de Clann Cholmáin Bicc, en Druim Ríg (moderno Drumree) al sur Brega. Un poema en los Anales de Ulster retrata esto como venganza por la muerte del tío de Áed, Áed Allán a manos del padre de Donnchad, Domnall Midi en la batalla de Seredmag en 743. Algún tiempo después en 797 Áed devastó Mide y los Anales de Ulster toman esto para marcar el principio de su reinado.
En 802 Muiredach, rey de Mide, murió. Era el último de los hermanos conocidos de Donnchad Midi. Áed dirigió un ejército del sur a Mide donde dividió las tierras de Clann Cholmáin entre dos de los hijos de Donnchad, Ailill y Conchobar. Si esto pretendía reducir el poder de rivales potenciales, resultó ineficaz. Ailill y Conchobar se enfrentaron en 803 en Rath Conaill (cerca de Mullingar). Ailill murió dejando a Conchobar como rey único de Mide.
En 804 Áed puso su atención en Leinster y devastó el área dos veces en un mes. Aquel año mismo Fínsnechta Cethardec (muerto 808), Rey de Leinster, se sometió a él. Aun así Áed no quedó satisfecho y en 805 instaló a Muiredach mac Ruadrach (muerto 829) y Muiredach mac Cerebro (muerto 818) como reyes conjuntos de Leinster. Finsnechta se refugió con Muirgius mac Tommaltaig (muerto 815), Rey de Connacht, que le ayudaría a recuperar su trono en 806.
En 808 Conchobar de Meath se postuló para rey supremo y el rey Muirgius de Connacht se unió a él. Llegaron hasta Tailtiu pero a la vista de los ejércitos de Aed. Áed les persiguió y quemó las fronteras de Mide En 808 u 809 Áed atacó nuevamente Leinster pero fue derrotado en los bancos del Liffey.
En 809 Áed hizo campaña contra los Ulaid a los que derrotó, saqueando desde el Bann a Strangford Lough. El motivo para este conflicto fue aparentemente el asesinato de Dúnchú, superior del monasterio de Tulach Léis (ahora Tullylisk cercano Banbridge, Condado Down), por los Ulaid. En 815 uno de los hermanos de Áed, Colmán mac Néill, fue asesinado por los Cenél Conaill. Y Áed dirigió una expedición contra ellos en venganza.
En 818 Áed otra vez reunió sus fuerzas en Dún Cuair y atacó Leinster, dividiendo Leinster entre sus dos candidatos que eran incapaces de retener su posición. Aquel año mismo el viceabad de Cell Mór Enir (moderno Kilmore, Condado Armagh) fue asesinado por los Laigin. Como resultado, Áed dirigió otra expedición versus Leinster y devastó Cualu hasta Glenn dá Locha (Glendalough).
En 819 Áed murió cerca de Áth dá Ferta en el territorio de Conaille Muirtheimne en Condado moderno Louth.

## Relaciones con la iglesia
En 804 una reunión de los sínodos de los Uí Néill en Dún Cuair fue presidida por Condmach mac Duib dá Leithe (muerto 807), abad de Ard Macha Armagh, en la que se liberó al clero de obligaciones militares por Áed. Es posible que esta fuera la asamblea en la que Áed fue ordenado rey. En 806 Áed hizo promulgar la ley de San Patricio.
En 811 la feria de Tailtiu no pudo ser celebrada por Áed debido a un boicot del clero que protestaba por una ofensa hecha contra la comunidad de Tallaght durante la campaña de Áed en Leinster en 809. Áed enmendó a la comunidad. Las campañas de Áed versus Ulaid en 809 y Leinster en 819 fueron parte del deseo de Áed de ser campeón de la iglesia.
Áed tuvo alguna dificultad con las iglesias Columbanas cuando Mael Dúin hijo de Cenn Faelad, superior de Ráith Both (Raphoe) fue asesinado en 817. Las iglesias columbana fue a Tara a excomulgar a Áed ese año. Este acontecimiento probablemente tuvo algo que ver con su campaña versus el Cenél Conaill en 815. También en 818 Cuanu, abad de Lugmad Louth), fue a exiliarse a las tierras de Munster con las reliquias de San Mochtae huyendo de Áed.

## Familia
Áed se había casado Euginis ingen Donnchada (muerto 802), hija de Donnchad Midi. Su hijo Niall Caille (muerto 846) fue posteriormente rey de Ailech y rey Supremo de Irlanda. Otro hijo Máel Dúin mac Áeda fue también un Rey de Ailech.